# Metni Vrh
Metni Vrh is een plaats in Slovenië en maakt deel uit van de gemeente Sevnica in de NUTS-3-regio Spodnjeposavska. De plaats telde 181 inwoners op 1 januari 2020.